# Gellir Þorkelsson
Gellir Þorkelsson (1008 – 1073) fue un caudillo vikingo y goði de Helgafell, Munkaþverá, en Eyjafjarður, en Islandia. Hijo de Guðrún Ósvífursdóttir, protagonista de la saga de Laxdœla, y su cuarto marido Þorkell Eyjólfsson. Según Heimskringla formó parte del grupo de islandeses que representaban a la Mancomunidad Islandesa en la corte noble de Olaf II el Santo.
Fue abuelo de Ari fróði. Su papel en la Mancomunidad Islandesa y Noruega fue muy influyente. Entre 1016 y 1030 apoyó fervientemente a Olaf II el Santo quien por aquel entonces intentaba ganar poder político en la isla. Gellir aparece a menudo citado en diversas fuentes contemporáneas como la saga Ljósvetninga, Möðruvallabók, saga de Laxdœla, saga de Bandamanna, y saga Sturlunga.
Tras su peregrinación a Roma, fallece en Dinamarca, y fue enterrado en Roskilde.